# 契丹文
契丹文是契丹大字和契丹小字的統稱，是書寫契丹語的兩种文字，在契丹族建立的遼國有官方文字地位。大字和小字都有表意和表音的成分，小字的表音成分比大字多。大字和小字都没有完全解读出来，小字的研究比大字更加充分。
女真族建立不久就参考契丹文创制了女真文。但是金国取代辽国之後的一段時間裏，契丹文仍然流通，直至金章宗明昌二年十二月十一日（1191年12月28日）颁发诏令废除契丹字方正式退出历史。此後耶律楚材（1190年—1244年）向西遼人學習了契丹文，可能是历史记载中会契丹文的最后一人。

## 大字
辽太祖神册五年创制契丹大字，九月十四日（公元920年10月28日）制成，下诏颁行。大字和汉字的书写方式类似，每个字代表一个音节。一些大字是直接假借漢字，比如：一、二、三、五、十、百、皇帝、囯。還有一些大字是將漢字改造字型、增減筆劃而得的仿造字。超過半數的大字由於沒有解讀出來，所以也難以確定來源。目前發現的大字約有一千多個。

## 小字
耶律阿保機的弟弟耶律迭剌在学习了回鶻文之后，參考回鹘文的原則而创造了小字，以“数少而該贯”而著称。小字的書寫方式和漢字有所不同，其基本單位是詞，每个词由一至七个原字组成。詞按照從上至下、從右至左的順序書寫，詞内部的原字按從左至右、從上至下的順序書寫。小字有較多的表音成分，一個音節用一個或者兩個原字表示。其基础原字總數约三百多字。小字和大字沒有明顯的聯係。
辽国时期两种文字体系并行，但在正式行文诏书中所使用的为小字以及汉字，大字仅做为书面文字使用。

## 与女真文的關係
金朝直至中期才正式完全的废除了契丹文的通行，《大金皇弟都統經略郎君行记》是用契丹小字寫成的。女直字（宋、辽时期女真又作女直）的创制在很大程度上参考了契丹文的创制方式。

## 契丹文資料
现有契丹文资料以石刻为主要内容，有数十件，总长达数万字。其中契丹小字《郎君行记》是唯一一份契丹、汉双语文献，是解读契丹文的关键。
其它类型的契丹文资料大多比较短小。唯一的例外是俄罗斯科学院东方文献研究所藏的契丹大字写本，有1万5000字。但是该写本字迹比较潦草，目前释读出的内容很少。

## 研究
在20世纪30年代，中国学者罗福成、王静如和厉鼎奎发表了一系列有关契丹小字的论文，他们的成绩为后来的研究工作奠定了基础。这一时期的研究方法可以概括为“契汉比对法”，就是将契丹小字和相应的汉字进行反复比对，猜测契丹文字的意思。代表性成果就是金毓黻先生编纂的《辽陵石刻集录》。
20世纪五六十年代，日本、苏联的学者相对活跃，如山路广明、长田夏树、村山七郎、沙夫库诺夫等。这一时期的研究重点是为契丹小字拟音，他们共为100多个原字构拟了音值，其中大约有40个原字的拟音得到了后续学者的验证。
1975年9月10日，中国科学院民族研究所、内蒙古大学达成合作协议，组建契丹文字研究小组，成员包括清格尔泰、刘凤翥、陈乃雄、于宝林、邢复礼五位先生。小组以汉语借词为重要突破口，为140多个原字构拟了较为准确的读音，通过与蒙古语等亲属语言的对比，总结出契丹文字的构词规律、语法规律，最终释读出400多个契丹文字的语义。1985年清格爾泰、刘凤翥、陈乃雄、于宝麟、邢复礼联合撰写出版了《契丹小字研究》，成功地解读了一百个契丹小字的音值。
从此之后，小组再没有集体活动，而是各自从事研究工作，并逐步形成两个学派：一派由清格尔泰、吴英喆、吉如和组成，代表作是《契丹小字再研究》（内蒙古大学出版社，2018年版）；另一派由刘凤翥、康鹏、张少珊、陈晓伟、都兴智、蔡瑞珍、李春敏、尹珑等人组成，代表作包括熔契丹大字研究和契丹小字研究于一炉的《契丹文字研究类编》（中华书局，2014年版），以及《契丹小字词汇索引》《契丹文字辨伪录》《契丹大字索引》（待刊）等。2004年，刘凤翥先生通过比对《耶律昌允墓志》中的官衔，破译了诸多契丹大字，并为189个契丹大字构拟了音值，契丹大字研究取得了突破性进展。这些研究成果集中体现在2014年刘凤翥编著的《契丹文字研究类编》一书中。《契丹文字研究类编》是第一部将契丹大、小字汇于一身的专著，不仅有契丹大、小字碑刻的高清图录，还有相应的录文、释文以及具有词典性质的语音、语义集释。
在现存的契丹文字资料中，只有《郎君行记》碑(武则天的著名无字碑)与《许王墓志》盖上6字为契丹、汉对译。由於契丹文失傳已久，雖然近年出土的文字文物比以往要多，文字的破解也有長足的發展，但缺少字典、对译文本破解契丹文困難重重，尤其對大字破譯工作遠不如小字。同時社會對於此類文字的學習熱情遠不如西夏文，契丹文的大部資料僅是存在於研究所與大學之中，契丹語亦不近似大部份社會人士的語言。

### 数字化
由于数字化出版及相关和科究的需求，由内蒙古大学与蒙科立软件合作开发，有字库、录入及查询系统，但相关项目并不开源。
由古今文字集成（ccamc.co （页面存档备份，存于））提供的線上服務亦有收錄契丹大字、契丹小字可供查詢。另有字形文件可供文書軟體渲染使用。

### 著名學者
- 金光平
- 愛新覺羅·烏拉熙春
- 清格尔泰

### 圖集

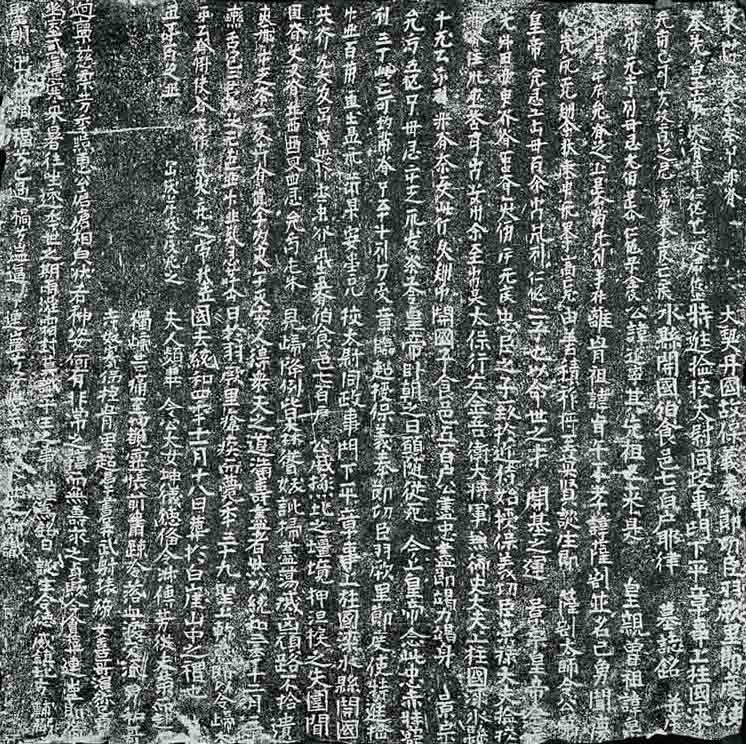
契丹大字和中文《耶律延寧墓誌》
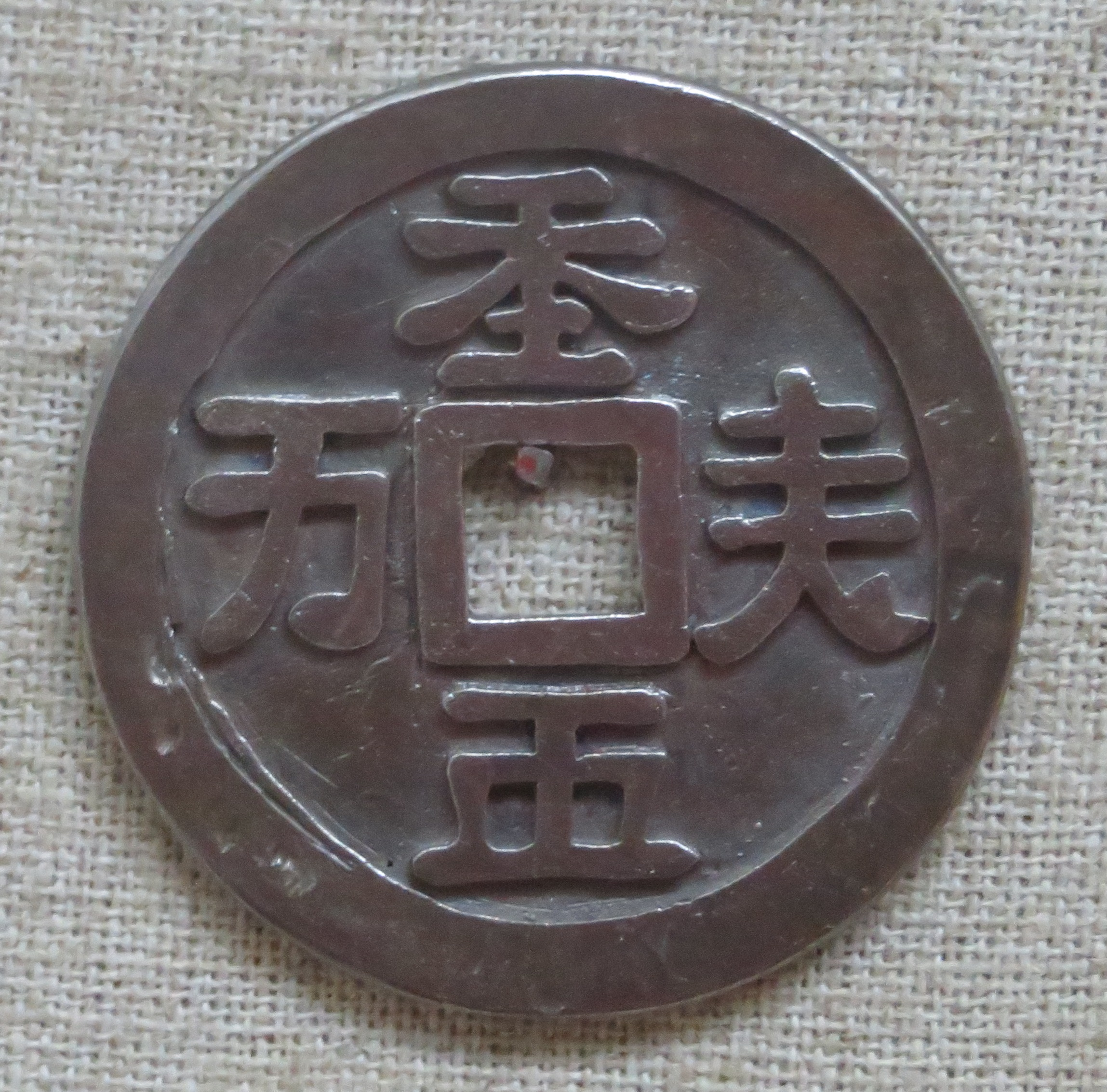
契丹大字錢幣，遼上京出土，首字即是漢字的「天」。錢幣的字句釋讀作天朝萬順或天神千萬。
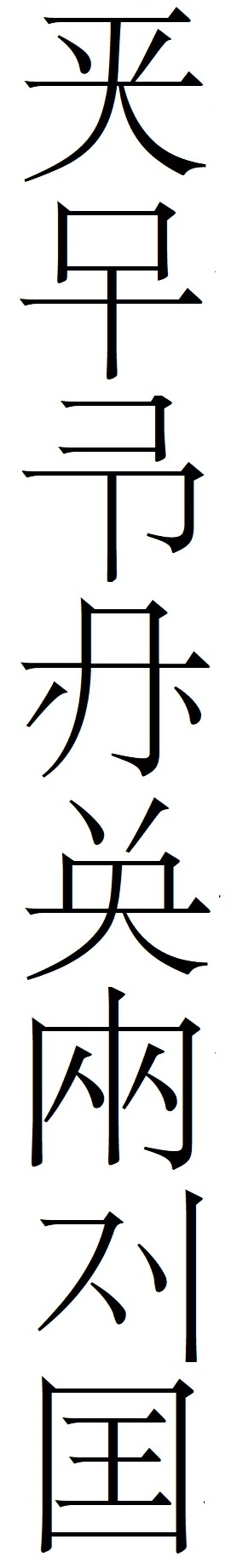
用契丹大字書寫的契丹國號「大中央胡里只契丹國」
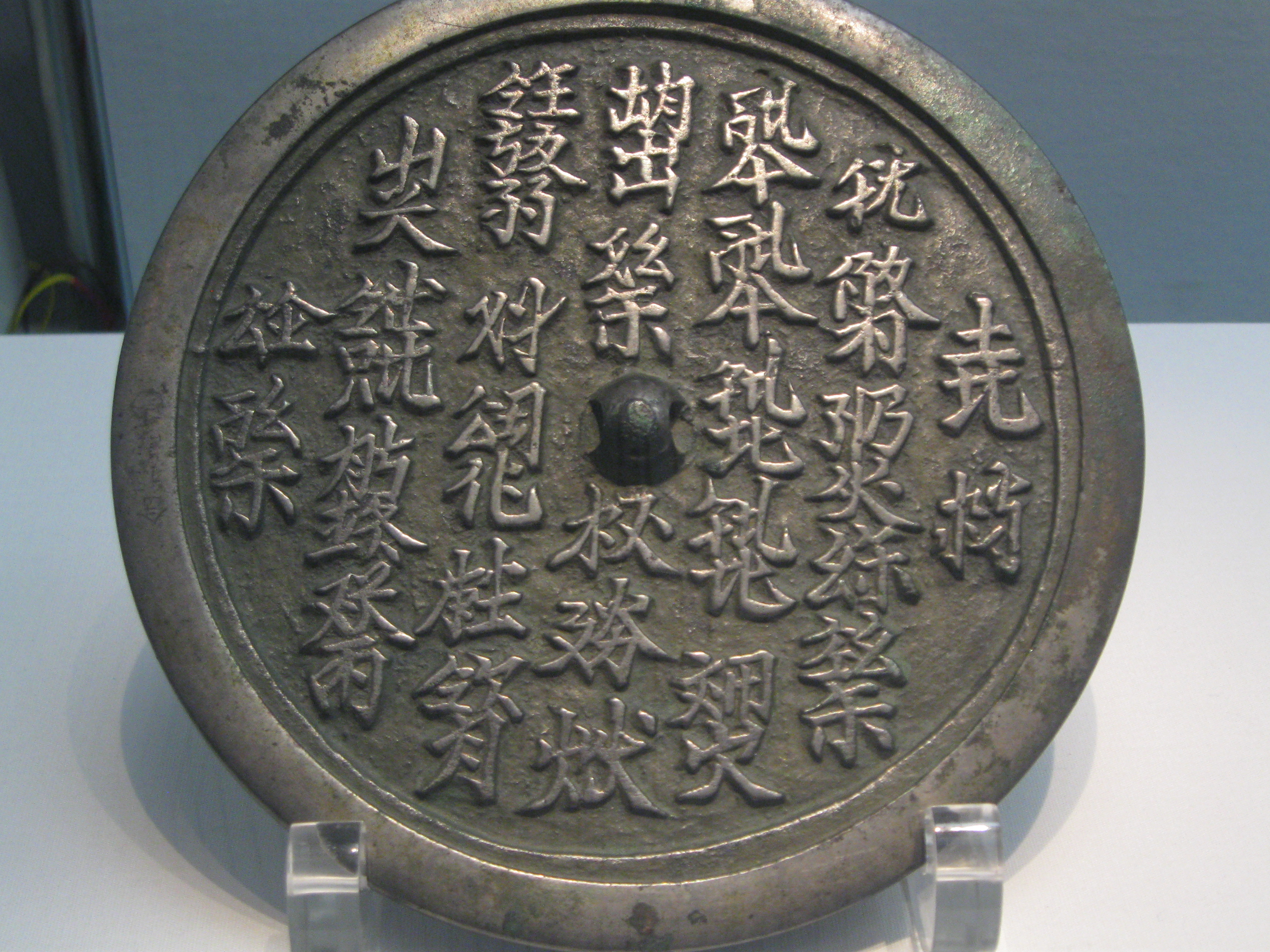
契丹小字七言絕句銅鏡
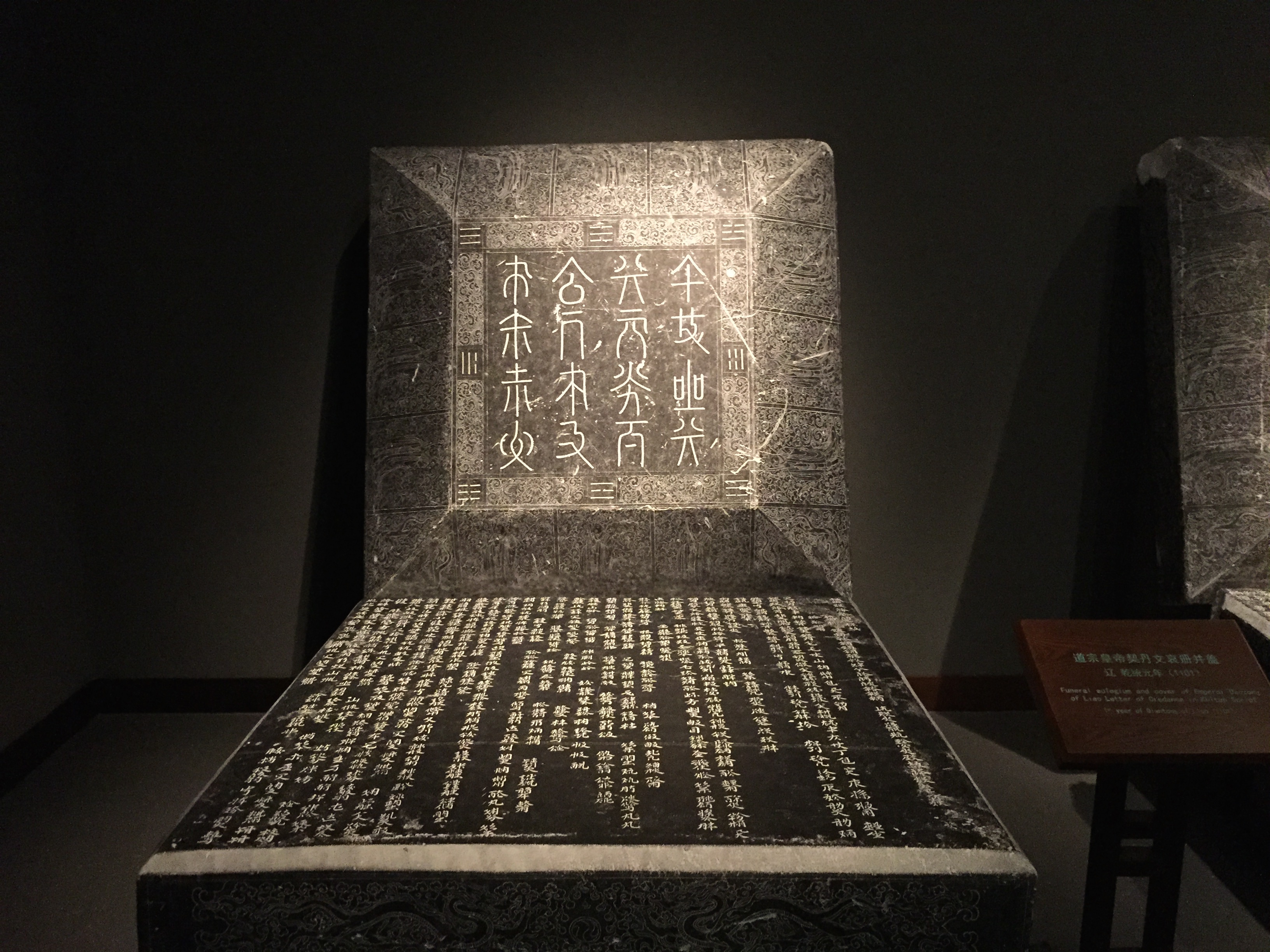
宣懿帝母（遼道宗之妻）契丹文哀冊并盖　[10]，藏于辽宁省博物馆。
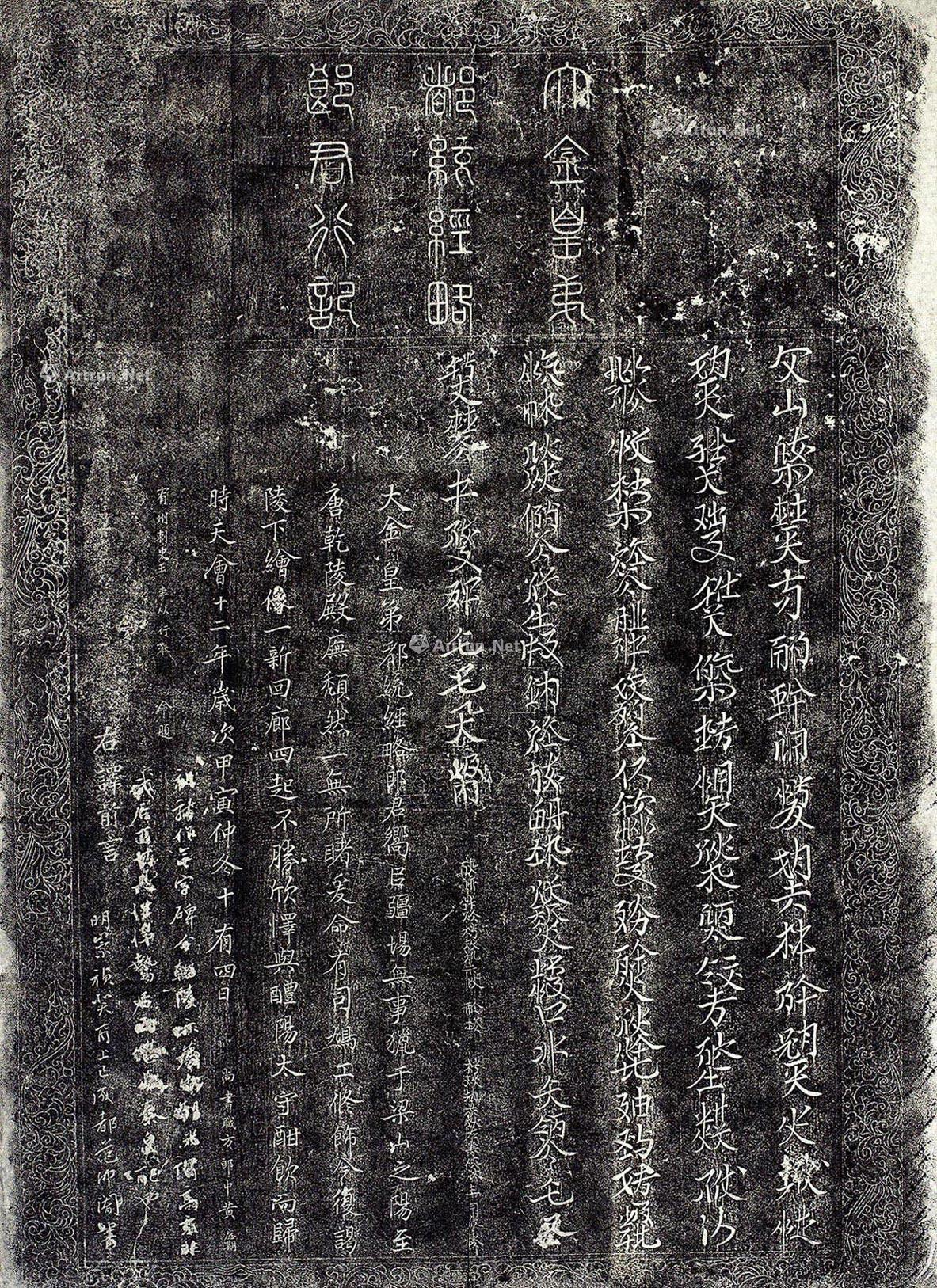
大金皇弟都統經略郎君行記，契丹小字和中文對照
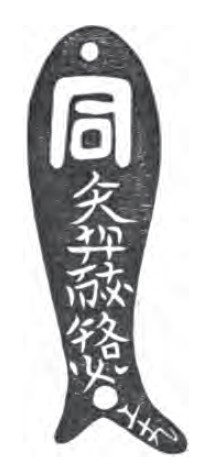
契丹小字魚符木刻摹本
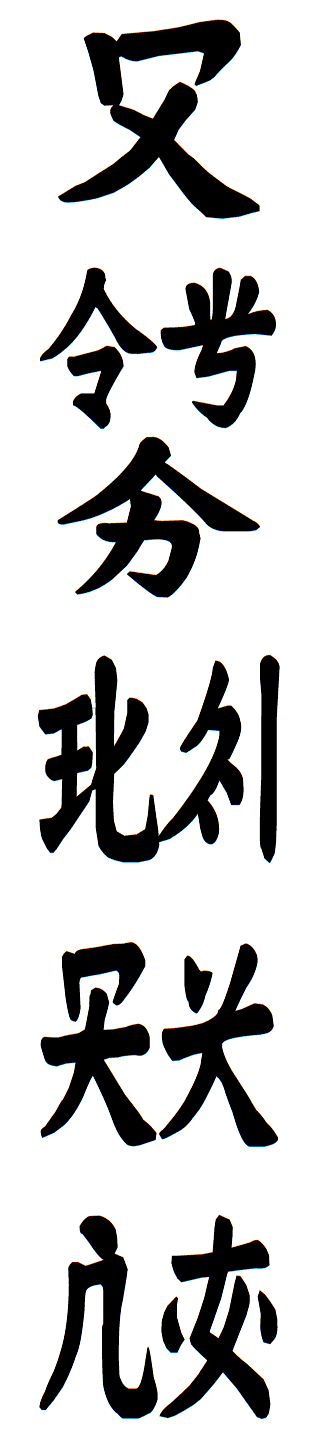
用契丹小字書寫的契丹國號「大中央胡里只契丹國」

## 外部連結
- Khitai Studies
- Academic Achievements of Prof. AISIN GIORO Ulhicun （页面存档备份，存于）
- 契丹文字与辽史 （页面存档备份，存于）
- 契丹大字资料 （页面存档备份，存于）
- 契丹大字编码提案 (3.6MB) （页面存档备份，存于）
- 契丹小字信息化应用基础研究
- 契丹小字编码提案 （页面存档备份，存于）、草稿 （页面存档备份，存于）
- Khitan script on Omniglot （页面存档备份，存于）
- BabelStone 契丹文 （页面存档备份，存于）
- 二十世紀契丹語言文字研究論著目錄